# Hrabstwo Cleveland (Karolina Północna)
Hrabstwo Cleveland (ang. Cleveland County) – hrabstwo w stanie Karolina Północna w Stanach Zjednoczonych.

## Geografia
Według spisu z 2000 roku obszar całkowity hrabstwa obejmuje powierzchnię 469 mil2 (1214,7 km²), z czego 465 mil2 (1204,34 km²) stanowią lądy, a 4 mile2 (10,36 km²) stanowią wody. Według szacunków United States Census Bureau w roku 2012 miało 97 474 mieszkańców. Jego siedzibą administracyjną jest Shelby.

### Miasta
- Light Oak (CDP)
- Belwood
- Boiling Springs
- Casar
- Earl
- Grover
- Kingstown
- Kings Mountain
- Lattimore
- Lawndale
- Mooresboro
- Patterson Springs
- Polkville
- Shelby
- Waco